# Yaroslavka
Yaroslavka  (ucraniano: Ярославка) es una localidad del Raión de Bilhorod-Dnistrovskyi en el Óblast de Odesa de Ucrania. Según el censo de 2001, tiene una población de 1376 habitantes.